# Mnesteu
Mnesteu (em latim: Mnestheus), na mitologia romana, é um companheiro e homem de confiança de Eneias, que partiu para fundar uma nova cidade na Itália depois da queda de Troia. Intervém muitas vezes na Eneida, epopeia escrita por Públio Virgílio Marão para contar as peregrinações do herói troiano até chegar ao Lácio.
No livro IV da Eneida é convocado por Eneias para, junto com Sergesto e Seresto, equipar a frota e reunir os companheiros na praia, para sair às ocultas de Cartago e deixar a rainha Dido, continuando a peregrinação rumo à Itália, por determinação de Júpiter. 
Sua maior participação é no livro V, no qual toma parte nas regatas e na competição de tiro com arco, nos jogos promovidos por Eneias em homenagem ao primeiro aniversário de morte de seu pai Anquises, na Sicília. Ele obtém o segundo lugar, dirigindo o navio Baleia. Durante a competição, diz a seus remadores que não luta para vencer, mas que é vergonhoso chegar por último (Eneida, V, 194 e 196).
Mais tarde é encarregado por Eneias, junto com Seresto, de comandar o acampamento troiano durante sua ausência, enquanto o herói vai ao encontro de Evandro, para pedir seu apoio na guerra contra Turno, rei dos rútulos. 
Enquanto Eneias se encontra fora, Turno entra no acampamento troiano. Com um discurso vigoroso, Mnesteu estimula os companheiros em pânico a reagir, e estes obrigam o invasor a se retirar. Turno, para salvar-se, mergulha armado no rio Tibre.
Deu o nome aos Memmii, família ilustre em Roma na época de Virgílio que pretendia descender de família troiana. O representante mais famoso da gens Memmia foi o propretor da Bitínia, Mêmio, protetor de Catulo e homenageado com dedicatória por Lucrécio, autor de De rerum natura (Sobre a natureza das coisas).